# Кельбенд
Кельбенд (азерб. Kəlbənd) или Кяльбенд, Кельвенд — село в Исмаиллинском районе Азербайджана. Поселение расположено у подножия хребта Бурновулдаг, в 15 км к юго-западу от районного центра.

## История
На 1820 год, село было в составе Ширванского ханства и было населено армянами-переселенцами из Нагорного Карабаха. В период нахождения поселения в составе Российской Империи изначально территориально относилось к Шемахинской губернии, после ее упразднения — к Бакинской. По данным «Кавказского календаря» на 1856 год село Келбенд населяли армяне, которые являлись последователями армянской церкви и между собой говорили по-армянски.  По данным на 1870 год, село относилось к селам Шемахинского уезда населенным исключительно армянами.
На 1981 год в селе проживало 169 человек. Основными занятиями населения являлись земледелие, виноградарство и животноводство. В селе имелась средняя школа, клуб, библиотека и медицинский пункт.